# 门洛公园站
门洛公园站（英語：Menlo Park station）位于美国加利福尼亚州门洛公园，是加州列车（Caltrain）的车站之一。该站为旧金山、圣马刁县和圣克拉拉县的通勤者提供服务。